# Взуття на платформі

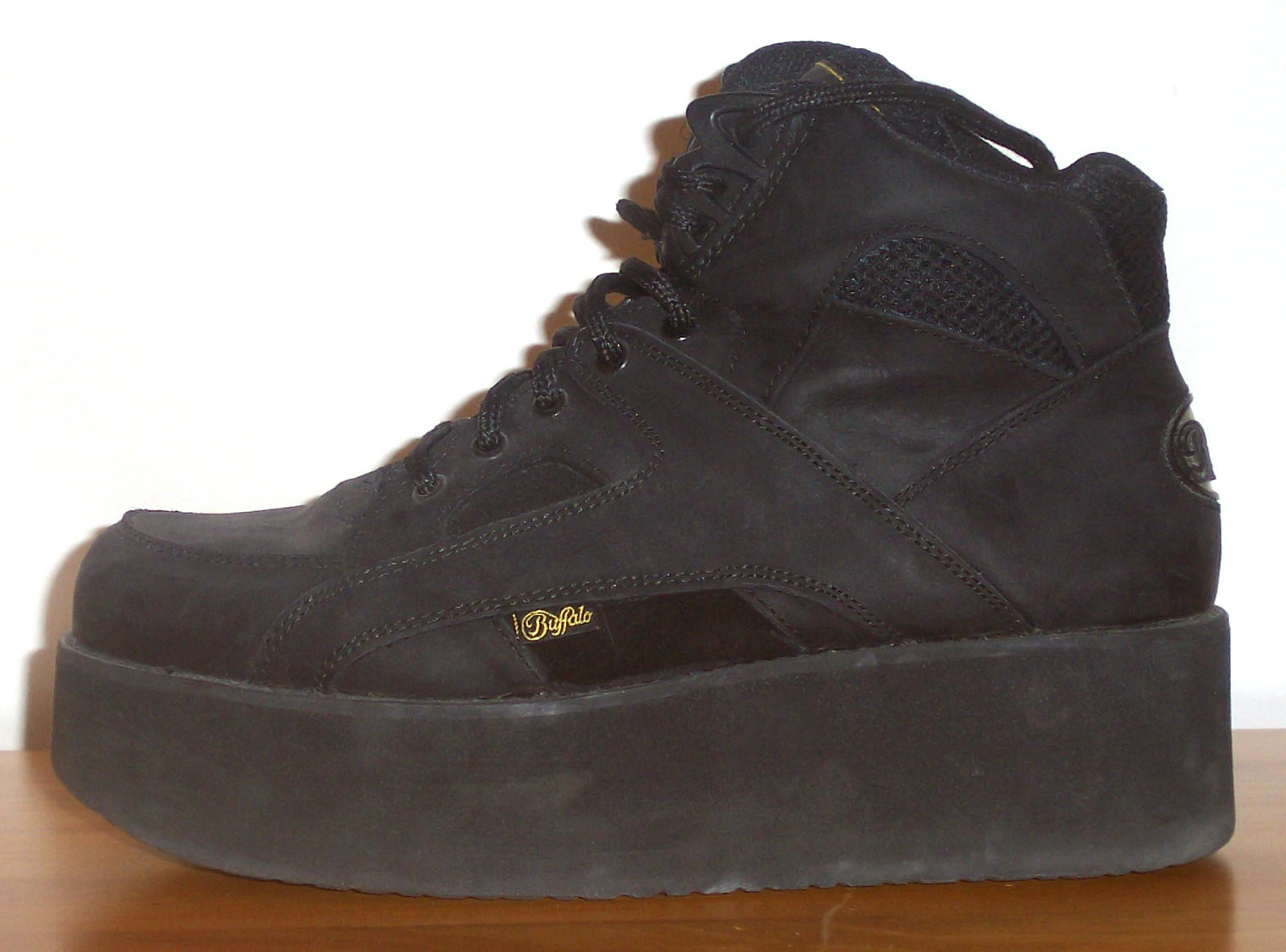
Buffalo Boots

Взуття на платформі — туфлі, чоботи чи сандалі з товстою суцільною підошвою висотою від 3 см. Туфлі на платформі також можуть бути на підборах, висота яких додається до висоти платформи. Підошва взуття на платформі може мати рівномірну товщину, клин, окремий блок або шпильку. Підняття кісточки збільшує ризик її розтягнення .
Екстремальні висоти, як підошви, так і підборів, можна знайти у фетишистському взутті, такому як балетні чоботи, де підошва може сягати 20 см, а підбори — 40 см. 
Взуття на платформі відоме у багатьох культурах. Його популярність залежить від поточної моди на взуття. У 1970-х туфлі на платформі були поширені в Європі серед чоловіків. 

## Історичні приклади

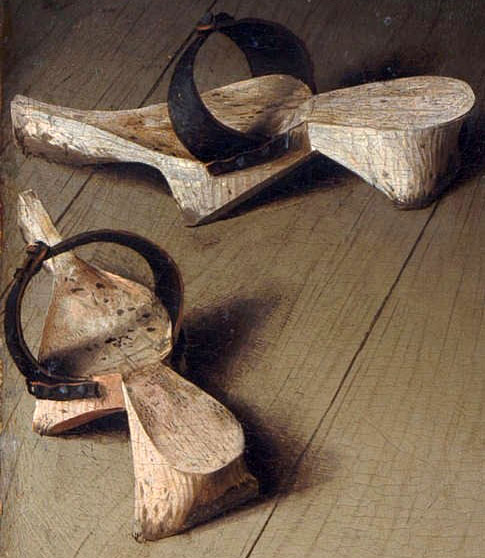
Паттени XV століття, зображені на портреті Арнольфіні

- Котурни на дуже товстій підошві носили на сцені давньогрецькі актори, щоб здаватися вищими. З тією ж метою вдавалися до взуття на платформі лондонські куртизанки XVI ст. Крім того, котурнами називали чоботи на товстій підошві, які в Греції та Римі носили мисливці та солдати для захисту гомілок від води та бруду.Реконструкція венеційського взуття між 1500 та 1600 роками

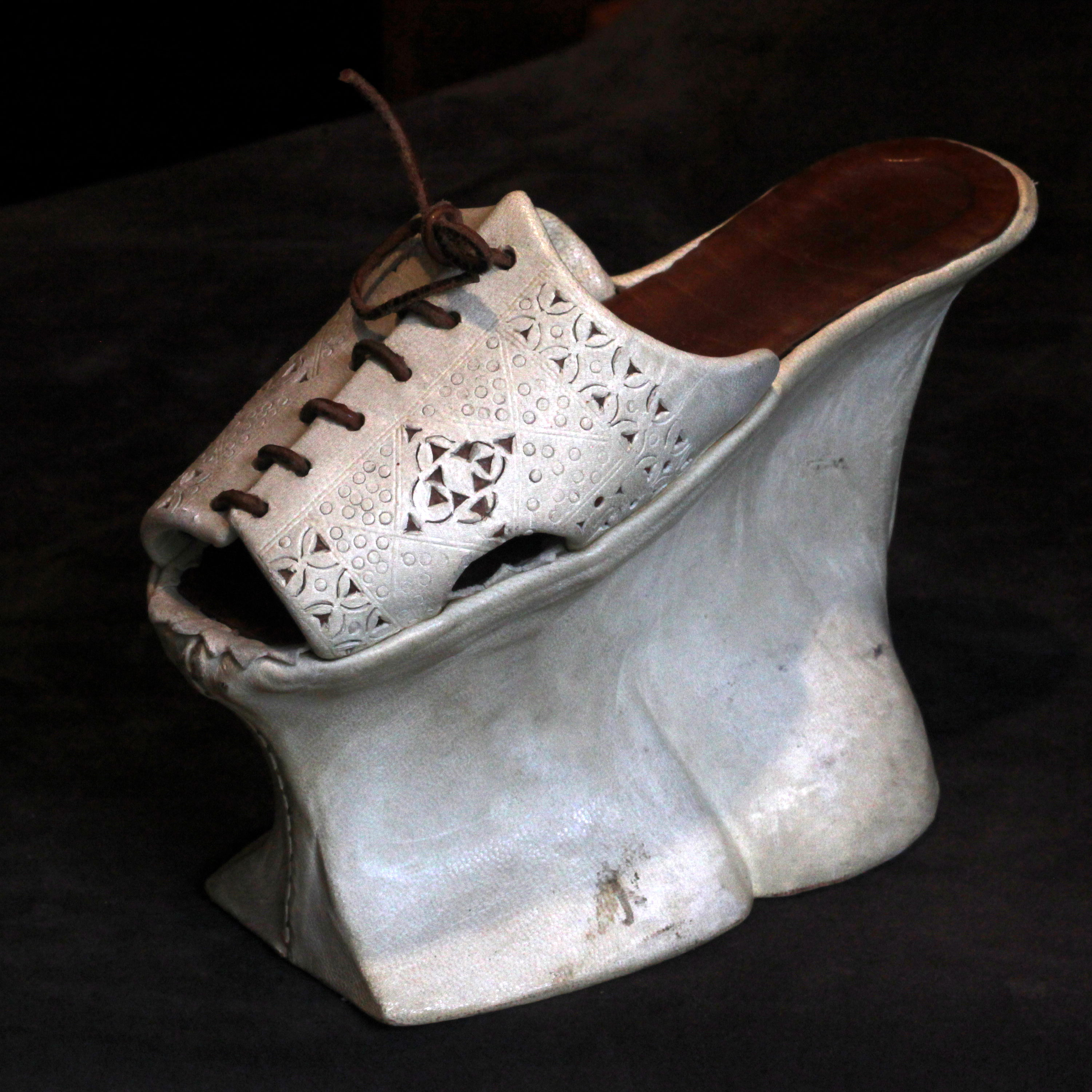
Реконструкція венеційського взуття між 1500 та 1600 роками

- У Стародавньому Китаї чоловіки носили чорні чоботи з дуже товстою підошвою із кількох шарів білої тканини. Цей різновид чобіт можна побачити на сцені Пекінської опери[2]. При династії Цін знатні маньчжурки носили взуття на платформі з окремим високим підбором[3].
- Взуття на платформі носили в Європі XV-XVIII ст., щоб уникнути бруду міських вулиць. Прикладом можуть бути венеціанські дерев'яні черевики (zoccoli), що з'явилися в XV столітті з функціональною метою: уникнути мокрих ніг, коли тротуари були затоплені водою. В англійській мові таке взуття називалося паттенами[en].
- Гета — японські дерев'яні сандалі, на яких було зручно обробляти рис, знімати плоди з дерев, пересуватися в дощову погоду. Починаючи з XVIII століття майко (учениці гейш) носять схоже взуття під назвою окобо[en] (що означає звук, який видає дерев'яний черевик під час ходьби).
- Близькосхідні дерев'яні кабкаби, поширені в XIV-XVII ст., Також отримали назву через звук, який вони видавали на мармуровій підлозі. У привілейованих класів ці своєрідні дерев'яні ходулі прикрашалися сріблом або перлами, а ремінці часто виготовлялися з оксамиту, шкіри чи шовку.
- Падука (у перекладі "сліди богів") — давньоіндійське взуття, що позначало статус вищої касти. Дерев'яні платформи іноді були вирізані у формі різних тварин і прикрашені слоновою кісткою та сріблом[4].

## Мода XX-XXI століть
Туфлі на платформі іноді носили в США та Європі з 1930-х по 1950-і роки, проте небувалий зліт популярності такого взуття припав на період із 1960-х по 1980-і роки.

### Середина XX ст.

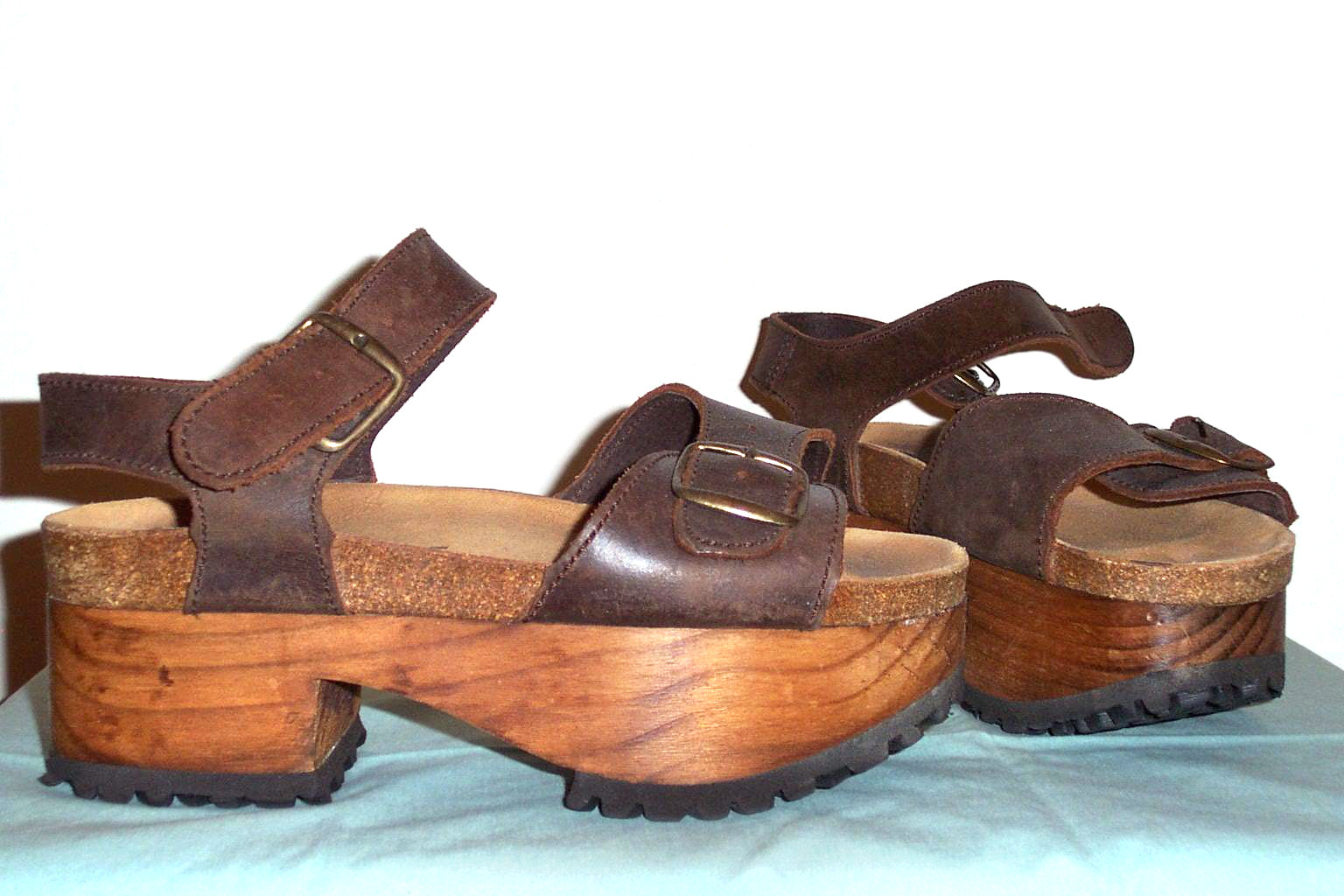
Сандалі на платформі з дерев'яною підошвою

На початку 1930-х років Моше (Морріс) Кімель розробив першу сучасну версію взуття на платформі для акторки Марлен Дітріх. Кімель утік з Берліна, оселився в США зі своєю родиною в 1939 році й відкрив взуттєву фабрику Kimel у Лос-Анджелесі. Дизайн незабаром став дуже популярним серед еліти Беверлі-Гілз.
1938 року дизайнер Сальваторе Феррагамо створив сандалі на платформі «Райдуга» для Джуді Гарленд на знак поваги до її пісні «Над веселкою» з фільму «Чарівник країни Оз». Сандалі були виготовлені з використанням унікальних форм пробкових плит, покриті замшею, щоб створити клин, а для ременів використовувалася золотиста козяча шкіра. Традиційно підбори виготовляли зі шкіри, але у воєнний час через нормування шкіри доводилося експериментувати з деревом та пробкою. Кольори та дизайн цього взуття нагадують сучасні стандарти взуття.
У 1950-х роках взуття на платформі не мали такого ж успіху, як раніше. Мода повернулася до елегантнішої форми взуття.

### 1960-ті та 1970-ті

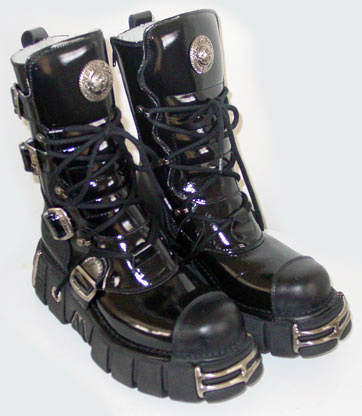
New Rock boots

Відродження інтересу до взуття на платформі почалося напередодні літа хіпі. В 1972 Керол Басетта розробила спеціальну форму для виготовлення взуття на платформі. Серед її перших клієнтів були Девід Боуі та Девід Йохансон з The New York Dolls.
Глобальна мода на таке взуття тривала до 1976 року включно; потім вона несподівано вийшла з моди в Європі. У США мода протрималася до початку 1980-х. В основному такому взуттю надавали перевагу молоді жінки, також його носили старші жінки і (особливо в епоху диско) молоді чоловіки.
Хоча взуття на платформі дійсно дозволяло низьким людям виглядати вищими, його носили й задля привернення уваги. Представники глем-року носили черевики на платформі як частину сценічного образу. Прикладом може служити Девід Боуї в той період, коли він виступав під ім'ям Зіггі Стардаста .

### 1980-ті
У міру розвитку моди одні взуттєві виробники (такі, як Candie's) захоплювалися все більш екстравагантними моделями та розширювали межі допустимого, тоді як інші робили ставку на зручність платформ, поєднуючи висоту платформ з комфортом кросівок або навіть ортопедичного взуття. 

### 1990-ті та XXI століття
Британська модельєрка і дизайнерка Вів'єн Вествуд знову ввела взуття на платформі у високу моду на початку 1990-х: саме під час носіння пари з п'ятидюймовими платформами та дев'ятидюймовими підборами супермодель Наомі Кемпбелл впала на подіумі під час показу. Такі моделі взуття не прижилися і почали мати попит тільки до кінця десятиліття (частково завдяки британському жіночому гурту Spice Girls, який віддавав перевагу кросівкам і чоботам на платформі). Взуттєвий бренд Buffalo створив знамениті кросівки на платформі, які носили учасниці гурту.
Взуття на платформі знову набуло популярності на початку 2000-х, коли у 2004 році з'явилися сандалі YSL Tribute, що швидко завоювали популярність у світу моди та знаменитостей завдяки своїй привабливості та підвищеному комфорту підошви. Це взуття продовжує випускатися сезон за сезоном, попри зміну креативних директорів.
Відродження інтересу до моди 1970-х призвело до поширення чобіт на платформі наприкінці 2010-х. Випускається взуття з прозорою плексигласовою підошвою та босоніжки на високій платформі .